# Giancarlo Cruder
Giancarlo Cruder (Tarcento, 23 de novembre de 1947) és un polític i empresari italià del sector bancari. Membre de la Unió dels Demòcrates Cristians i de Centre, fou vicealcalde i regidor de l'ajuntament de Tarcento, conseller regional de Friül-Venècia Júlia i president regional de 1996 a 1998.